# S-Bahn w Zurychu
S-Bahn w Zurychu – system szybkiej kolei miejskiej zrzeszony w obszarze ZVV (geograficznie, w całym kantonie Zurych, części kantonów Argowia, Szafuza, Schwyz, Turgowia i St. Gallen, w Szwajcarii.
Sieć S-Bahn weszła w obszar działalności ZVV w maju 1990, choć wiele linii istniało wcześniej.
Linie sieci S-Bahn są numerowane, ale numeracja jest raczej sporadyczna, brakuje kilku linii (np. S19, S20). Linie są ponumerowane od S2 do S43.

Sieć S-Bahn Zurych